# CRI Middleware
 (août 2019).
Si vous disposez d'ouvrages ou d'articles de référence ou si vous connaissez des sites web de qualité traitant du thème abordé ici, merci de compléter l'article en donnant les références utiles à sa vérifiabilité et en les liant à la section « Notes et références ».
CRI Middleware (株式会社 CRI・ミドルウェア, Kabushiki Gaisha CRI・midoruuea), autrefois connue sous le nom de CSK Research Institute (filiale de SCSK Corporation) est une entreprise japonaise fondée en 1983, basée à Tokyo, qui exerce son activité dans le développement de middleware pour l'industrie du jeu vidéo. Elle a autrefois développé et édité des jeux vidéo pour les consoles Sega et sur FM Towns (pour le compte de Sega).

## Histoire
CSK Research Institute a été créé en tant que filiale de CSK Corporation. Elle était spécialisée dans le développement d'intelligence artificielle. En 1988, elle développe le premier logiciel sur CD-ROM au Japon : After Burner pour le FM Towns pour Sega (elle aussi filiale de CSK Corporation). En 1993, elle participe au développement de la Saturn (notamment le système de fichiers du BIOS, les outils de développement et l'assistance technique). En 1999, CSK Corporation a vendu sa participation dans CSK Research Institute Corp. à Isao Okawa pour 853 millions de dollars. En 2001, après que les développeurs spécialisés dans le jeu vidéo ont migré vers AM2, CSK Research Institute devient indépendant et change son nom pour CRI Middleware. Selon Adam Levenson, plus de 3500 jeux ont utilisé les codec de CRI Middleware. Le 8 février 2019, CRI Middleware crée une coentreprise avec Vanguard Sound afin d'implanter une filiale en Chine.

## Jeux développés
| Titre                                       | Système    | Éditeur                           | Date |
| ------------------------------------------- | ---------- | --------------------------------- | ---- |
| After Burner                                | FM Towns   | CSK Research Institute Corp.      | 1988 |
| Turbo OutRun                                | FM Towns   | CSK Research Institute Corp.      | 1989 |
| Galaxy Force II                             | FM Towns   | CSK Research Institute Corp.      | 1990 |
| Last Survivor                               | FM Towns   | CSK Research Institute Corp.      | 1990 |
| Galaxy Force II                             | Mega Drive | Sega                              | 1991 |
| Dyna Brothers                               | Mega Drive | SCSK Corporation                  | 1992 |
| After Burner III                            | FM Towns   | CSK Research Institute Corp.      | 1992 |
| After Burner III                            | Mega-CD    | Sega                              | 1993 |
| Wing Commander                              | Mega-CD    | Sega (JPN), Electronic Arts (USA) | 1993 |
| Might and Magic III : Les Îles de Terra     | Mega-CD    | Sega                              | 1993 |
| Dyna Brothers 2                             | Mega Drive | SCSK Corporation                  | 1993 |
| Motherbase                                  | 32X        | Sega                              | 1995 |
| Puzzle and Action: Sando-R                  | Saturn     | Sega                              | 1996 |
| Virtual On: Cyber Troopers                  | Saturn     | Sega                              | 1996 |
| AeroWings                                   | Dreamcast  | CSK Research Institute Corp.      | 1999 |
| Buggy Heat                                  | Dreamcast  | CSK Research Institute Corp.      | 1999 |
| Cyber Troopers Virtual-On: Oratorio Tangram | Dreamcast  | Sega                              | 1999 |
| AeroWings 2: Airstrike                      | Dreamcast  | CSK Research Institute Corp.      | 2000 |
| F355 Challenge                              | Dreamcast  | Sega                              | 2000 |
| 18 Wheeler: American Pro Trucker            | Dreamcast  | Sega                              | 2000 |
| Aero Dancing i                              | Dreamcast  | CSK Research Institute Corp.      | 2001 |
| Surf Rocket Racers                          | Dreamcast  | CSK Research Institute Corp.      | 2001 |
| Power Jet Racing 2001                       | Dreamcast  | CSK Research Institute Corp.      | 2001 |
| Fighting Vipers 2                           | Dreamcast  | Sega                              | 2001 |
| WaveRunner GP                               | Naomi      | Sega                              | 2001 |
| Outrigger                                   | Dreamcast  | Sega                              | 2001 |

## Jeux édités
| Titre                                            | Système    | Développeur         | Date |
| ------------------------------------------------ | ---------- | ------------------- | ---- |
| Speedball 2: Brutal Deluxe (au Japon uniquement) | Mega Drive | The Bitmap Brothers | 1992 |
| Mega lo Mania (au Japon uniquement)              | Mega Drive | Sensible Software   | 1993 |
| Kunoichi Torimonochō                             | Saturn     | PoleStar            | 1996 |

## Logiciels développés

### Clipper
Clipper est un logiciel de synchronisation labiale automatisé. Les ondes du fichier audio sont analysées, puis retranscrites au format texte, pour être par la suite interprétées en jeu. En 1996, elle a développé les deux codec Sodfec et ADX. 

### Movie Encode
Movie Encode est un logiciel permettant l'encodage vidéo générant des fichiers au format MPEG et Sofdec. A la différence de Sofdec 2, il n'intègre pas les codecs de ADX2. La synchronisation des sous-titres n'était pas pris en charge par le logiciel.

### ROFS
ROFS est un gestionnaire de fichiers pour disque virtuel prenant en charge tout types de fichiers.

### Sound Factory
Sound Factory est un logiciel de création musicale comportant une interface de programmation, facilitant le travail aux programmeurs.

### ADX2
ADX2 est un middleware permettant la création de fichiers audio. Il comprend un outil de création (AtomCraft) et une interface de programmation de type DAW (Atom). 

### Sofdec 2
Sofdec 2 est un système de lecture de vidéo qui permet d'intégrer des fichiers vidéo. Il comprend aussi un runtime (CRI Mana) permettant la lecture simultanée de vidéos et de les enchaîner et de les projeter sur des polygones.

## Codecs développés

### ADX
ADX est un codec utilisant l'algorithme ADPCM, qui permet l'intégration de plusieurs flux audio, l'intégration de boucles et la lecture continue d'une séquence,.

### Sofdec
Sofdec est un codec se basant sur le format MPEG-2 prenant en charge une palette de couleurs allant jusqu'à 24 bit et une fréquence de rafraîchissement allant jusque 60 images par seconde. L'audio est au encodé  en ADX. 